# Old Surehand (Bad Segeberg 1965)
Das Freilichtspiel Old Surehand nach der gleichnamigen Trilogie von Karl May wurde 1965 von Wulf Leisner als Theaterstück für Freilichtbühnen geschrieben und am 10. Juli 1965 unter seiner Regie im Kalkbergstadion in Bad Segeberg im Rahmen der Karl-May-Festspiele uraufgeführt.

## Inhalt

### Erstes Bild: Der Mistake-Canyon
1. Eine düstere, tief eingeschnittene Felsschlucht.[4] Schmale Felssteige führen auf den Grund des ehemaligen Flusstales. In der Ferne fallen schnell hintereinander zwei Schüsse. Zwei indianische Reiter galoppieren aus dem Talgrund. Es sind Apanatschka, der Häuptling der Naiini-Comanchen[5], und ein junger Krieger der Comanchen. Sie werden verfolgt von den Tramps Corner und Dinters. Letzterer berichtet seinem Boss Redy[6]: „Wir ritten eine Meile in die Prärie hinaus, um nach dem Wagenzug zu sehen. Auf dem Rückweg trafen wir auf die Spuren von zwei Roten. Wir folgten ihnen und überraschten die roten Schufte hier in der Schlucht. Den einen konnten wir erwischen, doch der andere konnte entwischen.“ Redy: „Wenn dieser rote Hund entkommt, geht unser Plan zum Teufel! Wir müssen ihn haben! Tot oder lebendig!“
2. Die Tramps haben vor, den Wagenzug der Auswanderer in die Schlucht zu locken und auf ein Zeichen hin zu überfallen. Aber wird es dem General[7] gelingen, den Wagenzug hier in den Canyon zu führen? „Werden sie dumm genug sein, in dieser Falle zu rasten? Keiner schießt, bevor der General das Zeichen gibt! Besser, wir lassen die Kugeln im Lauf. Die verdammten Roten … nehmt die Messer, Boys! Aber keiner darf entkommen! Macht saubere Arbeit, Jungens! Und noch eins, ihr wisst, wer heimlich was von der Beute beiseite bringt, der hängt!“
3. Im Galopp kommt ein Reiter durch den Eingang der Schlucht. Es ist der General: „Alles läuft nach Plan, wenn da nicht die beiden Indianer wären … Kundschafter? Hier im Gebiet der Comanchen? Dann ist das Kriegsbeil ausgegraben zwischen den Comanchen und den Apachen. Dann sitzen wir alle in der Falle. Da sind ein paar Kerle zu uns gestoßen, draußen in der Prärie, wollten sich uns anschließen. Konnte die verdammten Kerle nicht abwimmeln. Nennen sich Westleute und machen sich lächerlich wichtig. Ein paar Stadtwracks, zwei von ihnen sehen aus wie die Zirkusclowns. Aber ich traue diesen Burschen nicht, sollte mich nicht wundern, wenn sie mir nachspüren.“
4. Im Hintergrund der Schlucht wird eine Gruppe von Reitern sichtbar. Es sind die Westleute Ralph Webster[8], Joshua Hawley[9], der kleine dicke Dick Hammerdull und der lange Pitt Holbers. „Ihr wolltet doch einen Bären jagen? Oder habt ihr uns den Bären nur aufgebunden?“ Humorvolle gegenseitige Vorstellung als Könige und Kaiser von …
5. Ein Reiter taucht auf: „Was treibt ihr hier mitten in dieser verdammten Wüste?“ „Wir reiten ein wenig spazieren, wie du siehst.“ „Wenn man hier im Wilden Westen jemanden trifft, muss man wissen, wer er ist.“ „Ihr seht mir wohl an, dass ich Offizier bin! Habt ihr einmal von dem berühmten General Douglas gehört? Nein? So seid ihr in der Kriegsgeschichte der Vereinigten Staaten schlecht bewandert! Dieser General Douglas bin nämlich ich!“ Herausforderndes Wortgeplänkel zwischen den beiden. Redy fühlt sich beleidigt und stürzt sich mit dem Messer auf den Reiter. Der Reiter erwartet ruhig den Angriff. Als Redy mit dem Messer kurz vor ihm steht, schlägt er ihm die Faust mit voller Wucht unter das Kinn. Redy taumelt nach hinten und bricht zusammen. Jetzt stürzen sich Redys Genossen auf den Reiter. Ehe die anderen Anwesenden noch eingreifen können, treffen zwei der Fausthiebe zwei von den Gangstern, die rechts und links auseinanderlaufen, der Dritte erhält einen Schlag mit beiden Fäusten gegen die Magengrube, so dass er zusammenknickt. Die anderen weichen bestürzt zurück. Die Revolver werden gezogen. Auf eine stumme, herrische Geste des Generals bedeutet Redy den Tramps, sich zurückzuziehen.
6. Webster zum Reiter: „Wir haben uns einem Auswandererzug angeschlossen. Er ist auf dem Weg hierher. Wenn Ihr wollt, Sir, könnt Ihr Euch uns anschließen.“ Der General: „Was soll das, Mister Webster?! Ich bin hier der Scout, und ich habe zu bestimmen, wer mit uns reitet oder nicht. Hier pfeifen die Kugeln und Tomahawks in der Luft herum. Rate Euch noch einmal, reitet heimwärts! Haben keine Lust, Eure eigene Leiche hier zu verbuddeln.“
7. Im Eingang der Schlucht wird der Auswandererzug sichtbar. Es sind mehrere Planwagen mit Frauen und Kindern. Helmers[10] und seine Söhne eskortieren die Wagen zu Pferde. Unter Peitschenknallen und anfeuernden Rufen nähern sich die Wagen der Mitte der Schlucht. Gegenseitige Vorstellung. Helmers: „Wollen jetzt ausspannen! Sucht Holz und macht ein Feuer.“ Der Reiter: „Kein erfahrener Scout würde diesen Platz wählen. Der Treck bleibt besser in der offenen Savanne. In diesem Canyon sitzen die Wagen fest wie in einer Mausefalle. Wir sind hier im Gebiet der Comanchen. Ich traf auf Spuren von Kundschaftern. Das bedeutet Krieg zwischen den Comanchen und den Apachen. Ihr alle seid in höchster Gefahr. Ich fand auch noch Spuren von Weißen. Sie müssen sich hier im Canyon verborgen halten. Das ist verdächtig. Es heißt, dass die Geier[11] wieder unterwegs sind. Die berüchtigtste Verbrecherbande im ganzen Westen. Lasst die Wagen zusammenfahren zu einem Kreis. In der Mitte wird gelagert. So bieten die Wagen uns Schutz gegen einen Angriff.“
8. Während die Wagen zu einer Wagenburg zusammenfahren und die Pferde ausgespannt werden, entsteht ein lebhaftes und geschäftiges Treiben. Feuer werden angezündet und Proviant aus den Wagen herbeigeholt. Es bilden sich verschiedene lagernde Gruppen. Nur der General hält sich abseits. Hin und wieder späht er unruhig zu den Felsen hinauf. Dick: „Warum bleibt Ihr nicht im Osten und genießt Euer Leben?“ Der Reiter: „Im Osten? Was gibt es da zu genießen? Soll ich mir eine Wohnung mieten, in der kein Wind wehen und kein Regentropfen fallen darf? Soll ich mich in ein Bett legen, über dem es keinen freien Himmel, keine Sterne und keine Wolken gibt? Nein, Leute, geht mir mit dem Osten und seinen Freuden! Die einzigen und wahren Freuden finde ich hier im Wilden Westen und für die hat man nichts zu bezahlen.“ Es kommt die Rede auf Old Shatterhand, Winnetou, Old Surehand und Old Wabble. Webster: „Er hat mich eigentlich zum Jäger gemacht. Er ist ein sonderbarer Kauz. Lang und mager wie ein Skelett. Alles wabbelt an ihm. Darum heißt er auch Old Wabble.“ Zum Yankee Doodle machen sie sich über Old Wabble lustig, der plötzlich neben ihnen steht.
9. Old Wabble: „Ihr seid verdammt unvorsichtig, Jungs. Brennt ein Feuer, das man zwanzig Meilen weit riecht, und schreit, dass man es noch zehn Meilen weiter hört. Wo soll es denn hingehen?“ Zur Bloody-Farm[12] und dann zum Pecos hinab. Haben dort Land gekauft. Wabble: „Bloodys neue Farm liegt im Kriegsgebiet der Comanchen. Heute mit Sonnenaufgang sollte die Farm überfallen werden. Old Surehand und ich hatten Kundschafter der Comanchen belauscht. Wir waren auf dem Weg, um die Leute in Bloodys Farm zu warnen. Aber wir gerieten in einen Hinterhalt. Wir wurden überrumpelt und überfallen. Ich habe mich aus dem Staub gemacht. Gegenwehr war nutzlos. Nun bin ich frei und kann Surehand heraushelfen.“ Webster: „Old Surehand gefangen und in Todesgefahr! Wir müssen helfen, Leute! Hier im Westen muss einer für den anderen einstehen.“ Die Westleute schließen sich ihm an. Auch der Reiter will mitkommen.
10. Der Reiter will beweisen, dass er gut schießen kann und drei Schuss auf einen abgestorbenen Ast in weiter Entfernung abgeben. Der General verbietet das, weil er weiß, dass dann die Tramps losschlagen. Der Reiter hebt das Gewehr und gibt kurz hintereinander drei Schüsse ab. Unter allgemeinem Jubel fällt der Zweig zu Boden. Im gleichen Augenblick fallen wie ein Echo von allen Seiten Schüsse. Im Eingang der Schlucht und überall auf den Höhen werden die Tramps sichtbar. Geführt von Redy greifen sie die Wagenburg an. Die Westleute haben sofort reagiert. Jede Deckung benutzend haben sie das Innere der Wagenburg erreicht und erwidern das Feuer. Während der Schießerei wird klar, wer der Reiter ist und mit wem der General unter einer Decke steckt.
11. Old Wabble: „Wie kommt Ihr hierher?“ Shatterhand: „Mit Winnetou, dem Häuptling der Apachen, will ich mich hier in Mistake-Canyon treffen. Aber jetzt ist auch Winnetou in Gefahr! Wir  müssen handeln! Lasst anspannen, Mister Helmers, und führt den Wagenzug in die freie Savanne. Ihr müsst auf dem schnellsten Weg Bloodys Farm erreichen. Wir anderen reiten nach Westen, den Roten nach! Wir werden Old Surehand befreien!“ Sie begeben sich eilig zu den Pferden.
12. Im Eingang der Schlucht werden Dinters und Corner sichtbar. In ihrer Mitte führen sie gefesselt Apanatschka, den jungen Häuptling der Naiini-Comanchen. Old Wabble: „Der rote Schuft kann jetzt gleich sein eigenes Totenlied anstimmen. It‘s clear! Er bekommt eine Kugel!“ Old Wabble tritt ein paar Schritte zurück und hebt das Gewehr. Shatterhand: „Halt! Das werdet Ihr nicht tun!“ Old Wabble: „Wisst Ihr nicht, dass man mich den Indianertöter nennt, Mr. Shatterhand?“ Shatterhand: „Ich weiß, mein alter Bruder ist ein unerbittlicher Feind der roten Männer, er hält sie für Diebe, Räuber und Mörder. Aber hat er auch bedacht, dass der rote Mann nur sein gutes Eigentum verteidigt und dass er das rächt, was an ihm verbrochen worden ist?“ Er richtet sein Gewehr auf Old Wabble: „Halt! Eher bekommt Ihr eine Kugel, ehe ich zulasse, dass ein Wehrloser kaltblütig ermordet wird! Bei allem Respekt vor Euren grauen Haaren, Old Wabble, dies ist mein letztes Wort!“ Er durchschneidet mit seinem Messer die Fesseln Apanatschkas und umarmt ihn.
13. Old Wabble ist wütend wegen der Befreiung Apanatschkas. Shatterhand: „Ihr habt schon einmal am Marterpfahl gestanden, Old Wabble. Ihr könnt‘s so schnell nicht vergessen. Ich will Euch das zugutehalten.“ Old Wabble: „Ihr braucht mir nichts zugutezuhalten! Für uns beide ist hier nicht Platz, Mr. Shatterhand, nicht einmal draußen in der weiten Savanne. Predigt nur weiter, aber Old Wabble ist nicht das Lämmlein, das an Eurem Bändchen geht. Old Wabble geht dorthin, wo er Männer findet.“
14. Winnetou, der Häuptling der Apachen erscheint. Old Wabble zielt auf ihn. Old Shatterhand, der Wabble gefolgt war, schlägt ihm in letzter Minute das Gewehr aus der Hand, der Schuss löst sich in der Luft. Winnetou: „Mein Bruder Charly! Der große Manitu lenkte deine Hand. Du hast Winnetou zum zweiten Male das Leben gerettet. Wie freue ich mich, meinen Bruder Charly wiederzusehen!“
15. Winnetou ist gekommen, um seinen Bruder Shatterhand und diese Leute hier zu warnen. Die Comanchen sind ausgezogen, um die Farm des weißen Mannes am großen Regenfluss zu überfallen. Old Surehand wurde von ihnen gefangen, das Kriegsbeil ist ausgegraben zwischen den Comanchen und den Apachen. Shatterhand: „Diese Leute hier sind gekommen, um friedlich Land zu erwerben und es zu bebauen. Sie mögen jetzt weiterziehen zum Río Pecos. Mein roter Bruder aber möge hören, dass wir beschlossen haben, den Comanchen zu folgen und Old Surehand zu befreien.“ Winnetou: „Mein Bruder Charly denkt tapfer und groß. Aber er möge bedenken: Alle Krieger der Comanchen sind versammelt im Tale des großen Regenbogens. Wie will mein weißer Bruder das Bleichgesicht, das er Old Surehand nennt, befreien?“ Shatterhand: „Noch weiß ich es nicht. Aber diese Männer und ich, wir sind bereit, unser Leben zu wagen.“ Winnetou: „So wird Winnetou an der Seite seines weißen Bruders sein!“
16. Winnetou: „Meine roten Brüder mögen mich hören. Diese Bleichgesichter sind unsere Freunde. Winnetous Schwur schützt sie wie der heilige Rauch des Kalumets. Die tapferen Söhne der Apachen werden jetzt mit diesen Bleichgesichtern und Winnetou zum Tal des großen Regenberges reiten. Sie werden den weißen Mann befreien, den die Comanchen gefangen haben, und der große Manitu wird ihnen den Sieg und die Seelen vieler getöteter Feinde schenken. Auf, ihr tapferen Söhne der Apachen, noch vor Sonnenuntergang müssen wir das Tal des Regenberges erreicht haben.“ Shatterhand: „Auf, Leute, wir geleiten euch sicher zum Río Pecos! Vorwärts!“ Der Zug der Wagen setzt sich unter Peitschenknallen in Bewegung. Die Westleute flankieren auf ihren Pferden beiderseits die Wagen. Während der Zug der Wagen und der Reiter im Ausgang der Schlucht verschwindet, setzen rundum in der Ferne indianische Trommeln ein, die langsam lauter und stärker werden.

### Zweites Bild: Im Tal des großen Regenberges
1. Auf einer Felsspitze erscheinen zwei Kundschafter der Comanchen. Sie spähen ins Tal und winken dann zurück. Auf den Höhen und unten im Tal wird jetzt der lange Zug der Comanchen sichtbar. Ein großer Teil der Indianer ist beritten. In ihrer Mitte reitet der Kriegshäuptling der Comanchen, Großer Donner[13]. Während der Häuptling sich mit den ältesten Kriegern versammelt, wird auf einem Felsplateau das Häuptlingszelt aufgeschlagen. Die Gefangenen werden hereingeführt: Es sind Old Surehand und der schwarze Diener Bob[14]. Die Gefangenen befinden sich gefesselt auf Pferden. Während der Häuptling mit seinen ältesten Kriegern zu einer Anhöhe hinaufschreitet, haben sich die Indianer in einem großen Halbrund niedergesetzt.
2. Großer Donner erinnert seine Krieger an die Stunde, als „Weiße Feder“ und „Bärenkralle“ durch Kugeln weißer Mörder in die ewigen Jagdgründe geschickt wurden: „In dieser Stunde war die Pfeife des Friedens zerbrochen und das Kriegsbeil ausgegraben zwischen uns und allen Bleichgesichtern diesseits und jenseits des großen Flusses. Manitu gab dieses Bleichgesicht (er meint Surehand) in unsere Hand, aber der andere Mörder, den die weißen Männer Old Wabble nennen, konnte entkommen. … Diese Mörder hier haben sich mit unseren Todfeinden, den Apachen, verbündet. Die Apachen haben sich aufgemacht, sie sind eingebrochen in die Herden der Comanchen und haben viele unserer Krieger getötet. Darum ist das Kriegsbeil ausgegraben zwischen uns und den Apachen! Darum werden auch diese gefangenen Mörder noch in dieser Stunde und hier im Tal am großen Regenberg am Marterpfahl sterben. … Die Ältesten meiner Krieger mögen jetzt zusammentreten, um über die Martern zu beraten, die diese Mörder erleiden sollen.“ Während Großer Donner und die Häuptlinge sich um das Feuer zur Beratung zusammensetzen, werden die Gefangenen zu einer Felswand geführt. Ein Halbkreis von Kriegern mit Gewehren bewacht sie.
3. Gespräch zwischen den beiden Gefangenen Old Surehand und Bob über ihre Ängste und Besorgnisse angesichts des Marterpfahls. Surehand fragt Bob nach den schrecklichen Geschehnissen auf der Farm, wo er als Diener arbeitete.
4. Die Beratung ist beendet. Der Kreis der Häuptlinge öffnet sich und Großer Donner nähert sich den Gefangenen. In diesem Augenblick ertönt ein Warnruf vom Eingang der Schlucht. Zwei Krieger bringen einen an Händen und Füßen gefesselten Weißen, es ist Old Wabble. Old Wabble: „Der Häuptling der Comanchen ist ein kluger und weiser Krieger. Er wird hören, was Old Wabble zu sagen hat, und er wird Old Wabble die Freiheit geben. Wenn der Große Donner klug ist, so werden noch heute Old Shatterhand, Winnetou und viele berühmte Westleute in seinen Händen sein. ... Sie sind in einer Falle. Wenige Krieger genügen, um sie zu fangen. Ich werde euch den Weg zeigen. Aber ich verlange Leben und Freiheit für mich, und ich verlange, dass ihr mir Old Shatterhand überlasst. Ich habe gegen Shatterhand eine Rache, die unerbittlich ist.“ Der Häuptling willigt ein. Einige Krieger nehmen Old Wabble die Fesseln ab.
5. Die Gefangenen werden herangeführt und an die Marterpfähle gebunden. Vier Krieger spannen ihre Bogen. In diesem Augenblick jagt eine Gruppe von indianischen Reitern in die Schlucht. Es sind Apanatschka und Indianer vom Stamme der Naiini-Comanchen. Die Reiter galoppieren schnell bis zur Mitte des Tales und verhalten dort ihre Pferde. Apanatschka ist bereit zu kämpfen, hat aber einen Schwur getan, den er erfüllen muss. Er hat ihn geschworen in einer Stunde der Todesgefahr. Bleichgesichter überwältigten ihn am Mistake-Canyon. Ihr Anführer war Old Shatterhand. Apanatschka sollte sterben. Der Mörder vieler roter Männer, Old Wabble, forderte seinen Tod. Old Shatterhand schenkte ihm Leben und Freiheit. Apanatschka hob die Hand zum Schwur der Freundschaft, sein Schwur ist heilig. Old Shatterhand und seine Freunde stehen unter seinem Schutz. Auch diese Männer, die dort am Marterpfahl stehen, sind Freunde und Gefährten Old Shatterhands. Apanatschka bittet den großen Häuptling der Comanchen um ihr Leben. Der Häuptling ist entsetzt und fragt ihn: „Sollen wir jetzt zusammentreten und dich aus dem Stamm und aus deinem Volk verstoßen? Hast du nicht gelernt, dich dem Rat der Altesten und der Häuptlinge zu fügen?“ Apanatschka fügt sich.
6. Die Martern beginnen. Überall klingen Trommeln auf. Junge Krieger schießen ihre Pfeile auf die Gefangenen, die dicht am Körper im Holz der Pfähle steckenbleiben. Andere Krieger werfen unter schrillen Rufen ihre Tomahawks nach den Gefangenen. Es fällt ein Schuss. Hoch oben im Felsen steht Old Shatterhand, der mit Vupa Umugi sprechen will: „Ich bin ein Freund aller roten Männer und wünsche den Frieden. Der große Häuptling der Comanchen möge hören, was Old Shatterhand zu sagen hat.“ Großer Donner: „Old Shatterhand wird sein Zaubergewehr ablegen. Er wird waffenlos sein und hier zwischen meinen Kriegern sitzen.“ Während Shatterhand sich dem Kreis der Roten nähert, hat Großer Donner demonstrativ sein Gewehr und seinen Tomahawk abgelegt. Shatterhand setzt sich so, dass er die Comanchen im Auge behält. Shatterhand: „Ich werde mein Pferd wieder besteigen und ruhig weiterreiten. Aber nicht allein, sondern mit diesen Männern, die dort am Marterpfahl stehen. … Ich bin ein Freund der roten Männer. Ich will kein Blutvergießen. Ich fordere von dir Leben und Freiheit dieser Männer, die meine Gefährten sind. Dann mögen wir in Frieden auseinandergehen.“
7. Großer Donner zieht ein verborgen gehaltenes Messer hervor und stürzt sich auf Old Shatterhand. Aber der ist auf der Hut. Mit raschem Griff hat er mit der linken Hand die rechte Faust mit dem Messer erfasst. Dann versetzt er dem Häuptling mit der Rechten einen Schlag gegen die Schläfe. Der Häuptling bricht benommen in die Knie. Shatterhand: „Das ist Verrat! Ihr Krieger wisst, dass euer Häuptling ein Messer zur Beratung mitgenommen hat, obwohl bestimmt war, dass wir ohne Waffen kommen sollten. Wer von euch zu einer Waffe greift, bekommt augenblicklich eine Kugel! Ihr wisst, dass ich mit meinem Gewehr unaufhörlich schießen kann!“ Die Comanchen wollen sich auf Shatterhand stürzen. Shatterhand reißt die heilige Medizin von der Lanze am Häuptlingszelt. Er hält sie hoch in seiner Rechten: „Du hast dein Wort gebrochen und wolltest mich töten. Dafür wirst du zweifache Strafe erleiden …!“ Shatterhand stößt den Kriegsruf der Apachen aus. Im selben Augenblick ertönt rings um die Höhen das Kriegsgeheul der Apachen. Geführt von Winnetou haben die Apachen die Höhen des Talkessels besetzt. Im Eingang der Schlucht erscheinen die Westleute und schließen die Comanchen mit Gewehren im Anschlag ein. Shatterhand: „Du hast eine große Schuld auf dich geladen. Du und deine Krieger haben Bloodys Farm überfallen. Vor dem Gericht des weißen Vaters im großen Wigwam wird sich der Häuptling der Comanchen verantworten müssen.“
8. Großer Donner: „Das Gericht der Bleichgesichter? Es ist geschaffen, um den roten Mann zu verderben! Wie oft schon sind wir von den Bleichgesichtern betrogen worden, ohne einen Richter zu finden, der sich unseres guten Rechts erbarmte! Eure Gerechtigkeit ist Gewalt, aber wenn wir uns selbst mit unseren Waffen helfen, so wird es von euch Raub und Plünderung genannt! Der Weiße ist der Ehrenmann, der den Roten unaufhörlich betrügt und bestiehlt, und der Rote ist der Dieb, der Räuber! Ihr aber sprecht von Glaube und Frömmigkeit, von Liebe und Güte. Wir holen uns nur, was wir brauchen. Fleisch, Pulver und Blei, wo wir es finden. Man verfolgt uns und tötet unsere Krieger. Wenn wir jetzt ausgezogen sind, den Tod dieser Krieger zu rächen, wer ist schuld daran? Wer ist der Betrogene und wer der Betrüger? Wer ist der Beraubte und wer der Räuber? Wer ist der Angegriffene und wer der Feind? Old Shatterhand muss mir auf diese Fragen die Antwort geben!“ Winnetou antwortet: „Der Große Donner verlangt Gerechtigkeit und handelt doch selbst ungerecht. Wir werden seine Feindschaft mit Güte, seinen Blutdurst mit Schonung vergelten, wenn er jetzt seinen Kriegern befiehlt, die Waffen niederzulegen!“ Großer Donner: „Ich muss die Stimme meiner Krieger hören. Die große Beratung mag sprechen.“ Shatterhand: „Vorher wirst du die Fessel dieser Männer lösen und ihnen ihre Waffen zurückgeben.“ Während Großer Donner in den Kreis der Häuptlinge und der ältesten Krieger tritt und sich dort mit ihnen niedersetzt, sind die Gefangenen von ihren Fesseln befreit worden.
9. Surehand eilt auf Old Shatterhand zu und schüttelt ihm die Hand: „Das war Hilfe in höchster Not! Immer habe ich mir gewünscht, Euch kennenzulernen, und jetzt, wo dieser Wunsch in Erfüllung geht, ist es so geschehen, dass ich mich schämen muss. Ihr habt mir das Leben gerettet!“ Surehand und Bob bedanken sich bei Shatterhand.
10. Surehand: „Welcher Zufall hat euch hierher geführt?“ Shatterhand: „Wir hörten, dass ihr euch in den Händen der Comanchen befindet. Diese Westmänner, die nur euren Namen kennen, beschlossen, ihr Leben zu wagen, um euch zu befreien. Sie begleiteten einen Zug Auswanderer. Ein verräterischer Scout führte den Treck in eine Falle, General nannte sich dieser Schuft. Er hatte zwei Zahnlücken.“ Surehand: „Er ist der, den ich suche! Daniel Bender![15] Seit vielen Jahren! In allen Staaten, in der Savanne, im Urwald, in den Canyons der Hochlande und den Schluchten der Felsenberge! Ich bin hinter ihm her im leichten zerbrechlichen Kanu und habe ihn gejagt über die tiefen Schneefelder der Missouri-Ebene! Ein Dämon ist er, ein Teufel, ein Satan. Er hat vor langen Jahren meine Familie … doch das gehört nicht hierher: Das sind Dinge, die ich nicht aufrühren will. Wo habt ihr diesen Bender getroffen?“ Shatterhand: „Im Mistake-Canyon. Der Überfall missglückte. Der Verräter konnte entkommen und schlug sich zu den Tramps. Wie lange das her ist? Noch keine vierundzwanzig Stunden.“ Surehand: „Ich folge seiner Spur und wenn sie in die Hölle führen sollte.“
11. Ergebnis der Beratung: Niemals wird der Krieger, der sich kampflos ergibt, die ewigen Jagdgründe erreichen. Die tapferen Söhne der Comanchen werden kämpfen! Es wird einer kämpfen für alle im Gottesgericht. Wer soll für uns kämpfen? Der Rat der Ältesten hat Apanatschka zum Kampf bestimmt. Die Kampfbedingungen? Wird Apanatschka besiegt, so legen die Comanchen freiwillig die Waffen nieder und die Bleichgesichter mögen über ihr Schicksal bestimmen. Siegt aber Apanatschka, so behalten die Comanchen ihre Waffen. Damit wird aber nicht gekämpft, sondern alle erhalten freien Abzug. Apanatschka soll seinen Gegner frei wählen dürfen. Er wählt Old Surehand, weil er nicht gegen den weißen und den roten Häuptling der Mescaleros kämpfen will. Bedingung: Die beiden Gegner werden mit den Händen zusammengebunden und bekommen das Messer in die rechte Hand. Es geht um das Leben. Surehand bittet Shatterhand: „Wenn ich in diesem Zweikampf fallen sollte, so setzt euch auf die Spur des Generals. Er hat mein Leben und das Leben meiner Familie vernichtet. Gebt ihm in meinem Namen die Kugel und seid gewiss, ihr habt ein gutes Werk getan.“ Surehand und Apanatschka versichern sich gegenseitig, sie wären Brüder und Freunde, wenn sie jetzt nicht gegeneinander kämpfen müssten.
12. Surehand fordert Apanatschka zum Angriff heraus, im Nahkampf entwindet er ihm das Messer. Nun sprechen die Fäuste. Surehand schlägt seinen Gegner zu Boden. Der große Häuptling der Apachen gibt Apanatschka Leben und Ehre zurück. Der will immer sein Freund und Bruder sein.
13. Was geschieht mit Vupa Umugi? Der Häuptling der Comanchen und seine Krieger sind frei. Die Apachen verlangen aber ihre Pferde. Pfeile, Bogen und Messer, auch die Tomahawks dürfen sie behalten. Sie brauchen sie zur Jagd. Die Gewehre müssen sie abgeben, damit endlich Frieden einkehrt. Shatterhand: „Es ist Manitus Wille, dass die roten Völker in Frieden miteinander leben. Nicht die Bleichgesichter, sondern der Bruderkampf vernichtet den roten Mann. Ihr sollt eure Waffen behalten. Aber unter einer Bedingung: Wenn du bereit bist, für dich und deine Krieger mit Winnetou, dem großen Häuptling der Apachen, das heilige Kalumet des Friedens zu rauchen! Friede sei von dieser Stunde an zwischen den brüderlichen Völkern der Comanchen und der Apachen!“
14. Mit feierlicher Geste nimmt Großer Donner die Friedenspfeife vom Hals. Der Medizinmann entzündet sie. Großer Donner und Winnetou treten in den Kreis, der von den Kriegern der Comanchen und den Kriegern der Apachen gebildet wird. Mit einer Verneigung empfängt Großer Donner die Pfeife aus den Händen des Medizinmannes. Feierlich bläst er den Rauch zu Boden und in die vier Windrichtungen. Es folgen zwei große Reden der Häuptlinge Vupa Umugi und Winnetou an ihre Krieger.
15. Krieger führen den gefesselten Old Wabble in den Kreis. Shatterhand nimmt sein Messer und zerschneidet die Fesseln Old Wabbles. Old Wabbles versucht, sein Verhalten zu rechtfertigen. Er reißt dem neben ihm stehenden Indianer das Gewehr aus der Hand und will zu seinem Pferd. Winnetou hält ihn auf: „Wenn mein Bruder Shatterhand dir die Freiheit wiedergab, so hat er dir nur den Ekel zeigen wollen, den jeder vor dir empfinden muss. Uns graut es, dich mit der Hand, dem Messer oder einer Kugel zu berühren. Wir überlassen dich der Gerechtigkeit des großen Manitu. Du wirst jetzt augenblicklich gehen. Bist du nach 10 Minuten hier in der Nähe noch zu sehen, so wird dir ein Riemen um den Hals und dann um den Ast eines dieser Bäume gelegt.“  Mit bösem Lachen eilt Wabble den Felsenpfad hinauf und verschwindet zwischen den Felsen. Shatterhand: „Er wird der Strafe nicht entgehen! Nur will ich weder sein Richter noch gar sein Henker sein ...“ Die Häuptlinge und ihre Krieger verlassen die Szenerie.
16. Statt sich untereinander zu verabschieden machen sich gemeinsam auf den Weg zur Verfolgung des blutigen Mörders: Surehand, Shatterhand, Webster, Dick, Pitt, Winnetou und Apanatschka. Der äußert sich ohne Rücksicht auf seinen Stamm: „Die Söhne der Comanchen können nur hassen und vernichten, bei euch aber finde ich Liebe und Milde. Die roten Männer siegen mit dem Tomahawks, ihr aber überwindet eure Feinde mit den Waffen der Verzeihung und Versöhnung. Wo ist es besser sein, beim Hass oder bei der Liebe? Ich bin euer Bruder und reite mit euch!“ Surehand umarmt Apanatschka. Er gibt seinem Pferd die Sporen und galoppiert, gefolgt von der Gruppe der Westleute, Winnetou und Apanatschka, zum Ausgang der Schlucht.

### Drittes Bild: Am „Berg der alten Mutter“
Das fast vegetationslose Hochplateau wird von einem hohen Bergkegel überragt, der von den Indianern der „Berg der alten Mutter“ genannt wird. Unterhalb des Berges befindet sich der Eingang zu einer Höhle, die in das Innere des Berges führt.
1. Auf einem der steilen Pfade, die in den Talgrund führen, wird ein Indianer sichtbar. Er führt sein Pferd vorsichtig am Zügel. Drei Adlerfedern und ein kostbarer Umhang aus gegerbtem Leder weisen ihn als Häuptling aus. Es ist Matto Schahko[16], der Häuptling der Osagen. Er führt sein Pferd in den Schatten einiger Baume und späht dann aufmerksam in die Ferne. Als jetzt das Klappern von Pferdehufen näher kommt, zieht der Häuptling sich in den Schutz der Bäume zurück. Im Eingang des Tales erscheint eine Gruppe von Reitern in schnellem Trab. Es sind Redy, der General und die Tramps. Sie sind mit dem Häuptling am „Berg der alten Mutter“ verabredet. Der General erblickt den Häuptling. Sie begrüßen sich. Der General berichtet vom Auskundschaften einer Farm, die sie gemeinsam mit den Indianern überfallen wollen.
2. Old Wabble kommt erschöpft angeritten. Der General fasst Wabbles Pferd beim Zügel: „Mann, wo kommt Ihr her? Und in diesem Zustand?! Wolltet doch in die Mountains reiten. Ist der Traum von der großen Goldbonanza[17] schon ausgeträumt?“ Old Wabble: „Hatte um ein Haar für immer ausgeträumt. Die Comanchen haben mich am großen Regenfluss erwischt! Aber diesmal war ich in bester Gesellschaft: Old Shatterhand, Surehand, Winnetou … Die berühmtesten Leute im ganzen Westen. Und alle gefangen. Aber der Spaß dauerte nicht lange. Diese verdammten Schufte sind wieder frei! Hört: Ihr könnt sie alle haben! Auf einen Schlag! Sie sind dicht hinter mir! Dieser Surehand ist jemandem auf den Fersen. Ist höllisch erpicht darauf, dem Burschen das Lebenslicht auszublasen. Den wollen sie jetzt suchen, alle gemeinsam. Euch suchen sie, General.“
3. Die drei Schurken Wabble, Redy und Matto Schahko sind sich nicht einig, welches Gaunerstück jetzt Vorrang haben soll: das Einfangen der berühmte Westleute, der Überfall auf die Farm oder der Aufbruch zu den Goldminen. Old Wabble möchte Shatterhand und seine Leute mit einer List in eine indianische Gräberhöhle locken und dort einschließen. Matto Schakho weiß, dass sie nach indianischer Sitte vorher ihre Waffen ablegen müssen. Wabble hält das für eine ausgezeichnete Idee, die dem Häuptling Ruhm und Ehre einbringen wird. Persönliche Rachegefühle spielen auch eine Rolle: Wabble will eine alte Rechnung mit Shatterhand begleichen, der General als erstem Surehand die Kugel geben.
4. Ein berittener Indianer erscheint. Er verhält einen Augenblick das Pferd und blickt sich aufmerksam um. Er verschwindet wieder. Eine Gruppe von Reitern kommt: Winnetou, Apanatschka, Shatterhand und Surehand reiten voraus. Ihnen folgen die Westleute Dick Hammerdull, Pitt Holbers und Bob. Surehand entdeckt einen Roten. Winnetou: „Seid unbesorgt! Es ist Kolma, das Schwarzauge. Der geheimnisvolle Reiter der Prärie. Immer reitet er allein. Und niemand kennt das Volk, zu dem er gehört.“ Kolma erkennt Winnetou, den Häuptling der Apachen, den Sohn Intschu-tschunas. Er fragt nach Old Shatterhand, dem guten Weißen, und nach Apanatschka. Dieser stellt sich vor als Häuptling der Naiini-Comanchen. Kolma: „Du bist Häuptling der Comanchen!? Es kann nicht sein! Ich muss dich gesehen haben. Doch wird es wohl im Traum gewesen sein.“ Kolma fragt nach Surehand: „Auch dich habe ich nie gesehen und doch kenne ich dich wie meinen eigenen … Es kann nicht sein. Schwarzauges Mund muss schweigen! Bis Manitu ein Zeichen geben wird!“ Er reicht Surehand die Hand: „Es ist heute ein Tag wie wenig Tage sind! Wollen meine weißen Brüder hier rasten? Kolma holt Proviant aus einem sicheren Versteck.“
5. Die Westleute haben trockenes Holz zusammengesucht und Feuer gemacht. Man lagert in einem großen Halbkreis um das Feuer. Surehand und Winnetou fragen sich, wer dieser geheimnisvolle Rote ohne Heimat und ohne Volk ist. Surehand und Apanatschka hatten das Gefühl, ihn zu kennen bzw. lieben und achten zu können. Aus der Berghöhle dringt monotoner Gesang an ihr Ohr. Matto Schahko erscheint und macht Shatterhand neugierig auf die Gräber und möglichen Fundstücke in der Höhle. Die Weißen dürfen die Höhle aber nur nach Abgabe ihrer Waffen betreten.
6. Redy springt aus seinem Versteck auf und gibt einen Schuss ab. Zur gleichen Zeit stürzen sich vier Tramps hinterrücks auf Winnetou, einige andere auf Bob. Der Rest der Bande postiert sich mit Gewehren im Anschlag vor dem Eingang der Höhle. Winnetou hat zwei der Tramps zu Boden geschlagen, er kämpft verzweifelt mit den anderen. Von der Übermacht wird er überwältigt und gefesselt. Auch Bob hat sich tapfer gewehrt und teilt wilde Schläge aus, ehe er zu Boden gerissen und gefesselt wird. Shatterhand und die Westleute sind auf den Schuss hin sofort wieder im Eingang der Höhle erschienen. Sie wollen zu Hilfe eilen, aber die Waffenlosen stehen machtlos den erhobenen Gewehrläufen der Tramps gegenüber. Old Wabble lästert, Shatterhand hält ihn für einen armseligen und feigen Verräter. Es kommt zum Handgemenge. Die Tramps stürzen sich auf Shatterhand, reißen ihm die Arme nach hinten und fesseln ihn. Old Wabble macht den General an, der sich vor jemandem zu verstecken scheint.
7. Redy möchte mit Winnetou ein Geschäft machen: „Old Shatterhand muss sterben, wir haben es Old Wabble versprochen. Aber dich und die anderen kannst du retten, wenn du uns ein gutes Placer[18] entdeckst!“ Winnetou weiß nicht nur ein Placer, sondern eine große, reiche Bonanza. Old Shatterhand hat sich die Fundstelle gemerkt, er muss also den Weg zur Goldgrube zeigen. Redy streitet sich mit Old Wabble und Matto Schahko darüber, wann der richtige Zeitpunkt zur Tötung Shatterhands ist. Als der Häuptling mit seinen Kriegern droht, weiß Redy, dass er sich mit den Roten einigen muss. Wabble hat aber noch eine ganz andere Vorstellung von Einigung. Der Häuptling, Redy, der General und Wabble begeben sich zu dem Felsplateau, wo sie sich halb verdeckt durch die Büsche niedersetzen. Die Tramps gehen zu den Gefangenen und prüfen ihre Fesseln.
8. Shatterhand ist dankbar, dass Winnetou die Schurken überlistet und ihm damit das Leben gerettet  hat. Surehand ist sich sicher: „Solange die Burschen an die große Bonanza glauben, werden sie Euch kein Haar krümmen!“ Winnetou fragt: „Warum ist Schwarzauge nicht zurückgekommen? Er muss gesehen haben, was geschehen ist!“ Plötzlich taucht Kolma auf. Er durchschneidet Shatterhands Fesseln. Kolma kriecht weiter und durchschneidet auch Winnetous Fesseln. Winnetou wälzt sich zu den anderen und befreit sie. Währenddessen ist Shatterhand zu den Waffen gekrochen und hat seinen Henrystutzen zu sich herangezogen. Alle Gefangenen liegen noch wie vorher. Kolma ist ebenso plötzlich verschwunden, wie er aufgetaucht war.
9. Als der Häuptling sich Redy gegenüber noch einmal weigert, mit zur Bonanza zu reiten, tötet ihn Old Wabble mit dem Messer. Blitzschnell sind Shatterhands Gefährten aufgesprungen und haben ihre Waffen ergriffen. Während Bob und Hawley und einer der Westleute Redy, Wabble und den General fesseln, sind Surehand und die anderen Westleute im Ausgang der Schlucht verschwunden. Shatterhand mustert die drei Verbrecher, die mit gefesselten Händen am Eingang der Höhle stehen, und spricht den General an: „Habt Eure prächtige Uniform wohl an den Nagel gehängt, General? Und einen Bart habt Ihr Euch stehen lassen! Es wird Euch wenig nützen! Auf Euch wartet einer, der Euch gefolgt ist Tag und Nacht, durch die heiße Sonne der Savanne und durch die Eisstürme der Berge: Old Surehand!“ Als im Hintergrund des Tales Kolma kurz auftaucht, werden Shatterhand und die anderen abgelenkt. Redy, Wabble und der General nutzen das und flüchten in die Höhle. Wabble kennt einen geheimen Ausgang. Surehand, Bob und die Westleute kommen zurück mit den gefesselten Tramps. Surehand bemerkt das Fehlen der drei Hauptschuldigen. Er ist verzweifelt, weil er seinem Ziel so nahe war. Shatterhand tröstet ihn: „Sie entgehen uns nicht. Wir werden ihnen nicht in die Höhle folgen. Aber wir werden den ‚Berg der alten Mutter‘ umreiten. Bis an den Fuß des Berges breitet sich dort flach die Savanne aus. Dort können sie uns nicht entkommen!“
10. Die Tramps sollen verprügelt werden. Sie bitten um Nachsicht und wollen sich bessern. Shatterhand: „Nun, es heißt, im Himmel ist mehr Freude über einen reuigen Sünder als über zehn Gerechte. Lassen wir sie laufen, Freunde! Es ist die beste Lösung, auch für uns. Sie zu bestrafen, mag einem Höheren vorbehalten sein. Also los! Macht dass ihr fortkommt! Und wehe euch, wenn wir euch noch einmal begegnen!“ Bob hat seinen Baumstamm ergriffen und treibt sie an. Ihr Abgang endet in wilder Flucht.
11. Der Kriegsruf der Osagen ertönt. Überall auf den Höhen der Felsen und im Ausgang des Tals sind Krieger erschienen. Schneller Pfeil[19] fragt die Bleichgesichter, was sie hier am „Berg der alten Mutter“ suchen. Shatterhand antwortet: „Wir suchen drei Männer. Es sind Diebe und Mörder.“ Aus der Mitte der Krieger löst sich eine Gruppe, Old Wabble, der General und Redy werden vorgeführt. Shatterhand verlangt ihre Auslieferung. Häuptling Matto Schahko soll das Schicksal der Bleichgesichter bestimmen. Shatterhand: „Der große Häuptling der Osagen wurde ermordet! Von diesen Männern!“ Schneller Pfeil und einige Krieger eilen zum Felsplateau. Sie finden den ermordeten Häuptling hinter den Büschen und bringen ihn nach vorne. Er wird in den Häuptlingsmantel eingehüllt, den Schneller Pfeil mit feierlicher Geste abgelegt hat. Old Wabble bezichtigt Shatterhand des Mordes am Häuptling: Er trage noch das blutbefleckte Messer am Gürtel. Schneller Pfeil reißt Shatterhand Wabbles Messer aus dem Gürtel: Es ist Blut daran! Schneller Pfeil spuckt Shatterhand ins Gesicht und kündigt seinen Tod an. Seine Krieger umringen Shatterhand und die Gruppe der Westleute mit erhobenen Beilen.
12. Im Hintergrund der Schlucht wird ein Reiter sichtbar. Es ist Kolma. Ein weiter, kostbarer Mantel umhüllt die Gestalt. Kolma: „In Manitus Namen! Haltet ein! Diese Männer sind keine Mörder! Sie sahen den feigen Mord und konnten ihn nicht verhindern! Der wahre Mörder steht dort! Old Wabble, der Indianertöter!“ Ein Aufschrei der Wut und Empörung geht durch die Krieger. Sie packen Wabble und schleppen ihn vor den Häuptling. Schneller Pfeil: „Fort mit ihm! To-ok-uh trägt nicht den Skalp eines Hundes am Gürtel! Der weiße Mörder möge den Tod der ehrlosen Feiglinge erleiden. Er möge hängen!“ Die Krieger wollen Wabble abführen. Shatterhand beschwört Wabble angesichts des Todes seine Taten zu bereuen. Wabble schreit seinen ganzen Lebensfrust heraus und dann: „Möge mich der Teufel oder Gott erwarten, aber hängen werdet ihr Old Wabble nicht!“ Er reißt sich los, rast den Felsstieg hinauf und stürzt sich mit einem Sprung in den Abgrund. Die Roten sind erstarrt, die Weißen haben sich abgewandt.
13. Schneller Pfeil wendet sich Redy und dem General zu. Der verteidigt sich: „Ich bin Offizier der Vereinigten Staaten, General Douglas!“ Surehand entlarvt ihn: „Durch Verleumdung und gefälschte Papiere brachte dieser Schuft den eigenen Bruder, seine Frau Tahua und ihre beiden Kinder ins Gefängnis! Mein Vater starb in Gram und Elend. Meine Mutter und mein jüngerer Bruder konnten aus dem Gefängnis entfliehen. Ich habe sie nie wiedergesehen! Zwanzig Jahre sind seither vergangen. Der Eiswind der Berge färbte mein Gesicht, die Sonne über der Savanne bleichte mein Haar, ich aber folgte deiner Spur, Daniel Bender, Verräter und Mörder!“ Kolma tritt zwischen den General und Surehand: „Es ist Daniel Bender!“ Kolma wirft den Mantel ab und löst mit einem Griff den gebundenen Haarschopf. Vor den erstaunten Augen aller steht nun eine indianische Squaw, lange schwarze Locken fallen ihr bis auf die Schultern: „Er ist der Mörder deines Vaters! Du bist Richard Bender, mein Sohn!“ Apanatschka eilt auf Surehand zu und schließt ihn in seine Arme: „Und mit dir ich habe gekämpf auf Tod und Leben! Doch mein Herz sprach für dich auch in jener Stunde!“ Kolma: „Zehn Jahre ritt Tahua in alle vier Richtungen des Windes, um euch zu suchen! Manitu führte mich! Manitu sei gedankt!“
14. Redy und der General nutzen die Ablenkung der anderen zur Flucht. Sie eilen den Felspfad hinauf. Die Osagen brechen in Wutgeheul aus. Die Westleute haben ihre Gewehre hochgerissen. Fast hat Redy ein schützendes Felsplateau erreicht, da fällt ein Schuss aus dem Gewehr Hawleys und Redy stürzt mit Aufschrei in die Tiefe. Der General hat einen Felsgrat erreicht. Ein Felsblock versperrt ihm den Weg. Bevor Hawley zum zweiten Mal schießen kann, eilt Surehand den Felspfad hinauf und wendet sich zurück: „Dieser gehört mir allein!“ Er stürzt sich auf den General, der ihn mit gezogenem Messer erwartet. Auch Surehand hat sein Messer gezogen. Sekundenlang ringen beide, dann entfällt das Messer den Händen des Generals. Surehand wirft auch seines fort: „Ich bin kein Mörder, auch ich bin waffenlos! Kämpfe jetzt, Daniel Bender!“ Der General stürzt sich auf Surehand. Sie ringen über dem Abgrund. Surehand hat Bender an den Hüften gepackt, er hebt den Körper und schleudert ihn über den Rand des Felsgrates. Mit einem Todesschrei stürzt der General in die Tiefe. Surehand eilt hinab zu Mutter und Bruder. Sie schließen sich gegenseitig in die Arme.
15. Währenddessen haben die Osagen den Totengesang angestimmt und die Leiche des Häuptlings in feierlicher Zeremonie auf einer Bahre aus Zeltstücken aufgebahrt. Schneller Pfeil bedeckt die Bahre mit dem Häuptlingsmantel. Die indianischen Trommeln dröhnen. Er nimmt Abschied: „Matto Schahko, der große Häuptling der Osagen, wird jetzt heimkehren zu den Zelten seines Stammes. Lebt wohl! Ihr gabt den Mörder in unsere Hand! Immer sollt ihr willkommen sein an den Feuern eurer roten Brüder!“ Shatterhand: „Matto Schahko war unser Feind. Wir haben ihm vergeben und hören die Stimme der Versöhnung aus deinem Mund. Manitu schenke dir Glück und Frieden, To-ok-uh! Wir werden uns wiedersehen! Dann wird To-ok-uh Häuptling der Osagen sein!“ Während die Trommeln dröhnen und das Totenlied aufklingt, verlassen die Osagen in feierlichem Zug das Tal.
16. Surehand ist mit Tahua und Apanatschka zu Shatterhand getreten: „Auch für uns ist die Stunde des Abschieds gekommen! Wir reiten nach Frisco. Noch bleibt mir übrig, den ehrlichen Namen meines Vaters vor aller Welt wiederherzustellen. Wie hatte ich mich danach gesehnt, Old Shatterhand zu sehen! Ich werde Euch nie vergessen! Darf ich Euch meinen älteren Bruder nennen?“ Shatterhand: „Old Surehand ist mein Bruder! Aber wir werden uns wiedersehen …“ Hawley reitet mit den Westleuten und Bob zu Bloodys Farm. Sie wollen sehen, was noch zu retten ist und dem guten Massa Bob helfen. Dick und Pitt bleiben in einer rührenden Szene bei Shatterhand und Winnetou, die sich gegenseitig ihrer Freundschaft versichern.

## Presseecho
„Karl May: Viel Spaß und Spannung in drei Aufzügen – Die Konzentration wird im dritten Aufzug leider etwas zu fett. Was an Rührseligkeit auf viele Seiten des Buches verteilt ist, geht im Spiel geballt auf die Zuschauer nieder. Kein Wunder, daß sie leicht an den falschen Stellen lachen. Dafür sollte sich der Autor des Spiels beim Autor des Buches beklagen, dem er im Einzelnen im Wort werkgetreu folgen zu müssen glaubt. Leisner hat sein Stück selbst inszeniert, und dabei hat er viel Boden aufgeholt, den er auf der Schreibmaschine verlor. Wie er diese wunderbare Bühne mitspielen läßt, wie er seine Gestalten verteilt, die Handlung auf dem Berg und in der Ebene, links und rechts und über die ganze Fläche verteilt ablaufen läßt – das ist ausgezeichnet. Das gibt Bilder von wirklicher Schönheit. Das Papierdeutsch Karl Mays wird dabei stellenweise sogar glaubwürdig (…). Wie in den vergangenen Jahren sind Harry Walther und Heinz Ingo Hilgers das unzertrennliche Gespann Old Shatterhand und Winnetou. Wie nahe liegt da die Gefahr, daß die beiden, sowohl in ihren Rollen, als auch persönlich vom Publikum geschätzt, ihre Kollegen an die Wand spielen. Aber sie tun es nicht, sie spielen mit den anderen. Sie überzeugen, sie sind leibhaftige Helden – aber sie kommen eher eine Idee weniger gewichtig, als man ihnen zubilligen könnte. Das kommt dem Ganzen zugute. Dankeschön! Sehr pointiert: Leo Masuth als Indianerfresser Old Wabble. Allein schon sein Abgang ist (soweit man das sagen kann, wenn sich jemand das Genick bricht) herzerfrischend. Ein bildschöner Schuft ist auch Wolf Walther als General Douglas – arrogant, frech und feige, alles nahtlos miteinander.“

## Sonstiges
Vom Norddeutschen Rundfunk wurde am 28. Juli 1965 eine Fernsehaufzeichnung der Inszenierung gesendet.
Von dem Stück wurde eine (gekürzte) Schallplattenfassung mit der Originalbesetzung produziert.

## Textbuch
- Wulf Leisner: Old Surehand. Ein Freilichtspiel nach dem gleichnamigen Roman Karl Mays, Bamberg: Karl-May-Verlag, autorisierte Bearbeitung o. J. (1965)